# Divisão N.º 22 (Manitoba)
A Divisão N.º 22, também conhecida como Thompson-North Central, é uma das vinte e três divisões do censo da província de Manitoba no Canadá. A região tinha uma população de 38.421 habitantes de acordo com o censo canadense de 2006. A base econômica da divisão é muito diversificada e inclui a mineração, a silvicultura, a manufatura, a pesca e o turismo.